# Енисейские губернские ведомости
Енисе́йские губе́рнские ве́домости – первая газета Енисейской губернии. 

## История
С 1857 года по указу императора Александра II «Губернские ведомости» начали выходить во всех крупных городах Сибири. Газета начала издаваться по инициативе генерал-губернатора Н. Н. Муравьева–Амурского. Первый номер газеты «Енисейские губернские ведомости» вышел 2 июля 1857 года.
Газета выходила один раз в неделю. Стоимость подписки составляла в начале 4,5 рубля серебром, позднее 5 рублей серебром. 
Газета состояла из двух частей: официальной с текстами указов и распоряжений правительства, и неофициальной — с объявлениями, ценами, рассказами, фельетонами и т.д.
С 1859 года в газете начинают печатать статьи краеведческого и исторического характера, очерки, рассказы (бывальщины), стихи. Газета становится «толстым журналом» губернии. 
Газета печаталась в губернской типографии, которая находилась в доме купца Хилкова на Благовещенской улице (в настоящее время — здание суда Центрального района города Красноярск).
В газете печатают материалы авторов: 
- М. Ф. Кривошапкин — врач, этнограф и фольклорист из Енисейска. В 1865 году газетные очерки Кривошапкина были изданы отдельной монографией «Енисейский округ и его жизнь»
- князь Н. А. Костров — минусинский окружной начальник. Костров был автором около 150 работ по статистике, этнографии, археологии, географии, экономике и т. д.
- Александр Александрович Мордвинов (1813—1869) - писатель и краевед из Минусинска
- Н. В. Латкин — золотопромышленник, писатель. Газетные очерки Латкина были изданы отдельными книгами: «Очерк северной и южной систем золотых промыслов Енисейского округа» (Спб,1869) и «Красноярский округ Енисейской губернии» (Париж, 1875; на фр. яз.)
- а также: Ипполит Прикамский (И. И. Завалишин), Н. В. Скорняков (один из известнейших сибирских журналистов), М. В. Буташевич-Петрашевский, Р. А. Черносвитов (петрашевец), и другие.